# Tyus
Tyus lub Tys (gr. Θύος, Thýos; Θύς, Thýs) (IV wiek p.n.e.) – król Paflagonii z dynastii Pylajmenidów ok. 380-370 p.n.e. Prawdopodobnie następca Kotysa, króla Paflagonii.
Tyus należał do starego rodu, bowiem pochodził od Pylajmenes, jak wspomniał o tym Korneliusz Nepos (ok. 99-ok. 24 p.n.e.), biograf i historyk rzymski. Wziął udział w rebelii za panowania Atraksesrksesa II Mnemona, króla perskiego. Król powierzył dowództwo nad siłami skierowanymi do stłumienia buntu Datamesowi II, satrapie Kapadocji. Ten był bowiem bratem ciotecznym Tyusa (matka Skitissa, była siostrą ojca Tyusa). Datames II przybył z matką do Tyusa bez straży, żeby nakłonić go do uległości. Tuys przygotował na niego pułapkę, ale próba zamachu się nie udała, ponieważ Datames otrzymał ostrzeżenie od poinformowanej matki. Datames II wypowiedział wojnę bratu ciotecznemu, w której wziął go do niewoli wraz z żoną i dziećmi. Datames II postarał się by jego powrót był dla króla niespodzianką. Przebrał Tyusa w strój satrapy, zakuł go w złote łańcuchy i naramiennice oraz przybrał w inne dodatki stroju królewskiego. Tyus wzbudzał grozę strasznym wyglądem, bowiem miał olbrzymi wzrost, czarną skórę, długie włosy i ogromną brodę. Datames II natomiast nałożył na siebie gruby chiton i wiejską, podwójnie złożoną chlajnę, a na głowę kaptur myśliwski. Trzymając pałkę w prawej ręce, a w drugiej powróz, pędził przed sobą związanego jeńca do króla, jakby prowadził schwytane dzikie zwierzę. Artakserksesa II ucieszyło to osiągnięcie Datamesa. Postanowił go hojnie wynagrodzić za ten czyn.
Klaudiusz Elian (II/III w. n.e.), pisarz rzymski, w swym dziele pt. Opowiastki rozmaite podał, że Tyus był sławny ze swej nienasyconej żarłoczności. Natomiast Teopomp z Chios, historyk grecki, poinformował, że słynął z podawania do stołu po sto sztuk wszystkiego, np. sto wołów naraz. Kiedy Tyus był więziony przez Artakserksesa II, nadal kontynuował ten sam styl życia. Takie postępowanie przyciągnęło uwagę króla, że Tyus żyje jak gdyby oczekiwał przedwczesnej śmierci.